# Liga dos Campeões da OFC de 2023
A Liga dos Campeões da OFC de 2023 foi a 22.ª edição do principal torneio de clubes da Oceania organizada pela Confederação de Futebol da Oceania (OFC). O campeão representará a Oceania na Copa do Mundo de Clubes da FIFA de 2023.

## Equipes classificadas
Um total de 18 equipes de 11 associações da OFC disputaram a competição.
- As sete associações desenvolvidas (Fiji, Ilhas Salomão, Nova Caledônia, Nova Zelândia, Papua-Nova Guiné, Taiti e Vanuatu) tem duas vagas cada na fase de grupos.
- As quatro associações em desenvolvimento (Ilhas Cook, Samoa, Samoa Americana e Tonga) tem uma vaga cada na fase preliminar com o vencedor e o segundo colocado avançando a fase de grupos.

| Associação                              | Time                               | Método de qualificação                                  |
| Times de associações desenvolvidas      | Times de associações desenvolvidas | Times de associações desenvolvidas                      |
| --------------------------------------- | ---------------------------------- | ------------------------------------------------------- |
| Ilhas Fiji                              | Rewa                               | Campeão Fiji Premier League 2022                        |
| Ilhas Fiji                              | Suva                               | Vice Fiji Premier League 2022                           |
| Nova Caledônia                          | Tiga Sports                        | Campeão Nova Caledonia Super Ligue 2022                 |
| Nova Caledônia                          | Hienghène Sport                    | Vice Nova Caledonia Super Ligue 2022                    |
| Papúa Nova Guiné                        | Hekari United                      | 2021 Papua New Guinea National Soccer League champions  |
| Papúa Nova Guiné                        | Lae City                           | 2021 Papua New Guinea National Soccer League runners-up |
| Ilhas Salomão                           | Solomon Warriors                   | 2021 Solomon Islands S-League champions                 |
| Ilhas Salomão                           | KOSSA                              | 2021 Solomon Islands S-League runners-up                |
| Taiti/ Polinésia Francesa               | Pirae                              | 2020–21 Tahiti Ligue 1 champions                        |
| Taiti/ Polinésia Francesa               | AS Dragon                          | 2020–21 Tahiti Ligue 1 runners-up                       |
| Vanuatu                                 | Siaraga                            | 2021 VFF National Super League champions                |
| Vanuatu                                 | Ifira Black Bird                   | 2021 VFF National Super League runners-up               |
| Nova Zelândia                           | Auckland City                      | Campeão – Campeonato Neozelandês de Futebol             |
| Nova Zelândia                           | Wellington Olympic                 |                                                         |
| Times de associações em desenvolvimento |                                    |                                                         |
| Ilhas Cook                              | Tupapa Maraerenga                  | Campeão – Campeonato Cookense de Futebol de 2021        |
| Tonga                                   | Veitongo                           |                                                         |
| Samoa                                   | Lupe ole Soaga                     |                                                         |
| Samoa Americana                         | Ilaoa and To'omata                 |                                                         |

## Fase preliminar
Em 13 de maio de 2022, a OFC anunciou que 6 conjuntos de playoffs nacionais ocorreriam para determinar qual lado dessas nações participaria da Liga dos Campeões deste ano. O New Zealand Football anunciou que havia indicado o Auckland City como seu único participante na competição.
| Equipe 1           | Total | Equipe 2         | 1.º jogo | 2.º jogo |
| ------------------ | ----- | ---------------- | -------- | -------- |
| Suva               | 3–2   | Rewa             | 1–1      | 2–1      |
| AS Dragon          | 3–9   | AS Pirae         | 0–2      | 3–7      |
| Hienghčne          | 1–5   | Tiga Sports      | 1–3      | 0–2      |
| Wellington Olympic | 4–6   | Auckland City    | 1–1      | 3–5      |
| KOSSA              | 2–3   | Solomon Warriors | 1–1      | 1–2      |
| Lae City           | 1–4   | Hekari United    | 1–2      | 0–2      |
| Ifira Black Bird   | 4–0   | Siaraga          | 3–0      | 1–0      |

### Grupo de qualificação
| Pos. | Equipe            | Pts | J | V | E | D | GP | GC | SG  |
| ---- | ----------------- | --- | - | - | - | - | -- | -- | --- |
| 1    | Lupe ole Soaga    | 9   | 3 | 3 | 0 | 0 | 29 | 1  | 28  |
| 2    | Tupapa Maraerenga | 6   | 3 | 2 | 0 | 1 | 10 | 7  | 3   |
| 3    | Veitongo          | 0   | 2 | 0 | 0 | 2 | 0  | 10 | -10 |
| 4    | Ilaoa & To'omata  | 0   | 2 | 0 | 0 | 2 | 0  | 21 | -21 |

- Jogo entre Veitongo e Ilaoa & To'omata foi cancelado devido à irrelevância

## Fase de grupos
O sorteio para esta fase foi realizado em 30 de junho de 2022.

### Grupo A
| Pos. | Equipe           | Pts | J | V | E | D | GP | GC | SG |
| ---- | ---------------- | --- | - | - | - | - | -- | -- | -- |
| 1    | Auckland City    | 9   | 3 | 3 | 0 | 0 | 9  | 2  | 7  |
| 2    | Suva             | 6   | 3 | 0 | 0 | 1 | 6  | 3  | 3  |
| 3    | Solomon Warriors | 3   | 3 | 1 | 0 | 2 | 4  | 5  | -1 |
| 4    | Lupe ole Soaga   | 0   | 3 | 0 | 0 | 3 | 0  | 9  | -9 |

### Grupo B
| Pos. | Equipe           | Pts | J | V | E | D | GP | GC | SG |
| ---- | ---------------- | --- | - | - | - | - | -- | -- | -- |
| 1    | AS Pirae         | 7   | 3 | 2 | 1 | 0 | 7  | 3  | 4  |
| 2    | Ifira Black Bird | 4   | 3 | 1 | 1 | 1 | 3  | 4  | -1 |
| 3    | Hekari United    | 3   | 3 | 1 | 0 | 2 | 3  | 3  | 0  |
| 4    | Tiga Sports      | 3   | 3 | 1 | 0 | 2 | 1  | 4  | -3 |

## Fase Eliminatória
Os jogos das Semifinais ocorreram no dia 13/08/2022 às 20:30 e às 23:30 (Horário de Brasília) e a Final ocorreu no dia 16/08/2022 às 23:00 (Horário de Brasília)
|  | Semifinais       | Semifinais |               |   | Final | Final |
|  |                  |            |               |   |       |       |
|  |                  |            |               |   |       |       |
|  |                  |            |               |   |       |       |
|  | Auckland City    | 2 (5)      |               |   |       |       |
|  | Auckland City    | 2 (5)      |               |   |       |       |
|  | Ifira Black Bird | 2 (4)      |               |   |       |       |
|  | Ifira Black Bird | 2 (4)      | Auckland City | 4 |       |       |
|  |                  |            | Auckland City | 4 |       |       |
|  |                  | Suva       | 2             |   |       |       |
|  | AS Pirae         | Suva       | 2             | 2 |       |       |
|  | AS Pirae         |            |               | 2 |       |       |
|  | Suva             | 4          |               |   |       |       |
|  | Suva             | 4          |               |   |       |       |

## Premiação
| Liga dos Campeões da OFC de 2022    |
| Nova Zelândia                       |
| ----------------------------------- |
| Auckland City Campeão (11.º título) |